# Ariana, Un amor de leyenda
Ariana, Un Amor de Leyenda fue una telenovela puertorriqueña producida y transmitida por Telemundo (ahora WKAQ-TV ) en 1981. Protagonizada por Gladys Rodríguez y Arnaldo André, fue antagonizada por Lucy Boscana y Leonardo Oliva. 
Fue la segunda telenovela de Puerto Rico exhibida en Brasil, por la cadena SBT, entre 25 de julio a 11 de noviembre de 1983.

## Trama
Don Pedro, un hombre poderoso y autoritario, se opone a la presencia de un circo gitano en sus tierras. Por eso, en un trágico incidente, termina quitando a vida de un de los integrantes del grupo, dejando una viuda inconsolable, Salomé. Decidida a vengar la muerte de su marido, ella cambia a su hija recién nacida por el hijo recién nacido de Don Pedro, creando un vínculo de secreto e intriga.
Ariana, la hija criada por Don Pedro, crece en la hacienda, creyendo ser la hija legítima del agricultor. Con el pasar del los anos, ella se encuentra comprometida en un matrimonio organizado con Gerardo, un militar y amigo de su padre. A pesar de no lo amar realmente, ella acepta la unión por consideración a su padre y por compasión por la hija paralizada de su prometido.
Mientras tanto, el circo gitano vuelve a la región trayendo Salomé y sus hijos, Jairo y Darío, siendo este último el verdadero hijo de Don Pedro. Mientras Ariana y Darío se conocen, surge entre ellos un amor ardiente, desafiando las contrariedades impuestas por Salomé y Dom Pedro. Por eso, Ariana se ve obligada a casarse con Gerardo y enfrenta su sufrimiento en sus manos.
La trama se desarrolla entre los conflictos familiares, las pasiones prohibidas y las luchas de venganza, mientras que Ariana y Darío enfrentan desafíos y obstáculos en su búsqueda del amor verdadero y una vida feliz a dos.

## Elenco[2]
| Actor/Actriz            | Personaje |
| ----------------------- | --------- |
| Gladys Rodríguez        | Ariana    |
| Arnaldo André           | Darío     |
| Lucy Boscana            | Salomé    |
| Leonardo Oliva          | Gerardo   |
| Sully Díaz              | Leonela   |
| Giselle Rubio           | Virginia  |
| Luis Abreu              | Jairo     |
| Axel Anderson           |           |
| Ángela Meyer            | Sibila    |
| Lucho Cabrera           |           |
| Junior Álvarez          | Danny     |
| Marian Pabón            |           |
| Eileen Navarro          |           |
| Flor de Loto La Rua     | Tamara    |
| Marlene Gual            |           |
| Nelson Millan           |           |
| Jaime Ruíz Escobar      |           |
| Orlando Rodríguez       |           |
| Carmen Belen Richardson |           |
| Maribella García        |           |
| Jose Reymundi           |           |